# For winter music Lovers〜TECHNOPOP Xmas
『for winter music Lovers〜TECHNOPOP Xmas』（フォー・ウィンター・ミュージック・ラバーズ・テクノポップ・クリスマス）は、日本のコンピレーション・アルバム。2009年11月11日にソニー・ミュージックダイレクトから発売。規格品番：MHCL-1629。

## 概要
キャッチコピーは「今年はピコピコ・クリスマス!」。主に1980年代・1990年代のテクノポップやニュー・ウェイヴ系アーティストを中心にしたクリスマス・ソングのコンピレーション。1曲目の「ジングル・ベル」は初CD化。

## 収録曲
1. ジングル・ベル／ザ・エレクトロ・サンタクロース
2. 戦場のメリークリスマス／Aira Mitsuki
3. 降誕節／戸川純
4. I wish you a Merry Christmas／安西史孝
5. 東京クリスマス／電気グルーヴ
6. Christmas in the air／PSY・S
7. ドアを開ければ……／高橋幸宏
8. EXIST／SOFT BALLET
9. アフリカのクリスマス／平沢進 with 島崎和歌子
10. 戦場のメリークリスマス／ロジック・システム
11. 絵本の中のクリスマス／野宮真貴
12. スプーン一杯のクリスマス／ムーンライダーズ
13. 25 Dec. 1983／細野晴臣
14. I wish it could be Christmas everyday／鈴木さえ子